# Gaspar de Crayer
Gaspar de Crayer (Amberes, 18 de noviembre de 1584-Gante, 27 de enero de 1669), a veces llamado Caspar de Crayer, fue un pintor barroco flamenco conocido por sus numerosos retablos contrarreformistas y retratos. Fue pintor de la corte de los gobernadores de los Países Bajos Españoles y trabajó en las principales ciudades de Flandes, donde contribuyó a la difusión del estilo de Rubens.

## Biografía
Nacido en Amberes, Gaspar de Crayer, siendo aún niño, se inició en la pintura en Bruselas con Raphael Coxie, hijo del anciano maestro Michel Coxcie y pintor de cámara de los archiduques Alberto de Austria e Isabel Clara Eugenia, soberanos de los Países Bajos Españoles. Matriculado en el gremio de San Lucas de Bruselas en 1607, permaneció en Bruselas hasta 1664.

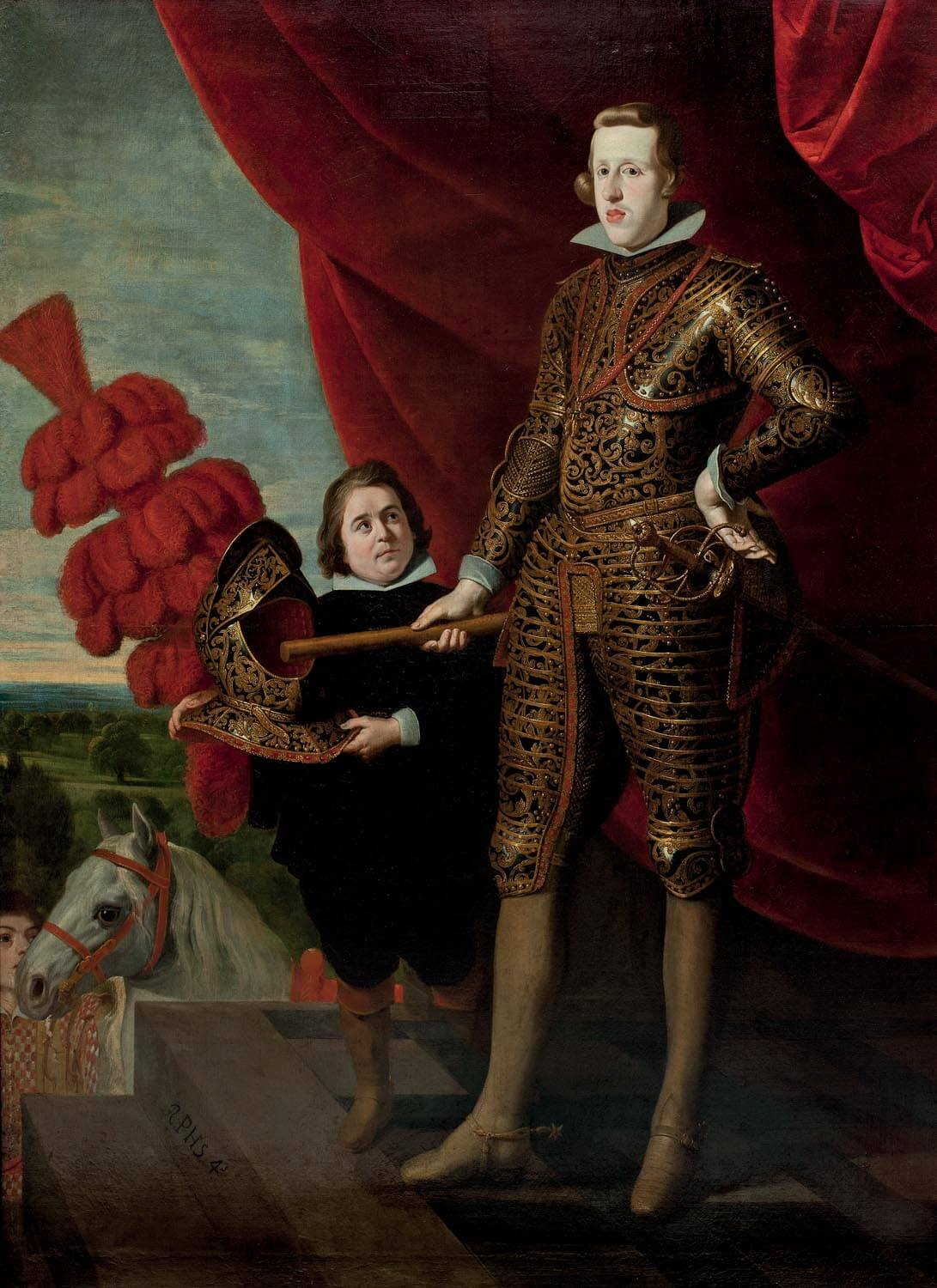
Felipe IV con enano (Palacio de Viana, Madrid).

Las primeras obras de Gaspar de Crayer incluyen retratos de los reyes de España y de los gobernadores y funcionarios españoles que estaban estacionados en los Países Bajos Españoles así como de miembros del consejo de la ciudad de Bruselas. Entre ellos puede citarse el Retrato del marqués de Leganés, pintado por Crayer en 1627-1628 (Museo de Historia del Arte de Viena). Además, desde el principio de su carrera recibió encargos con destino a los retablos de varias iglesias y monasterios en los alrededores de Bruselas. En 1635 el cardenal-infante Fernando de Austria, hermano del rey Felipe IV y gobernador de los Países Bajos Españoles desde la muerte de su tía Isabel Clara Eugenia, hizo de él su pintor de cámara. Más adelante trabajó como pintor de cámara para el gobernador Leopoldo Guillermo de Habsburgo.

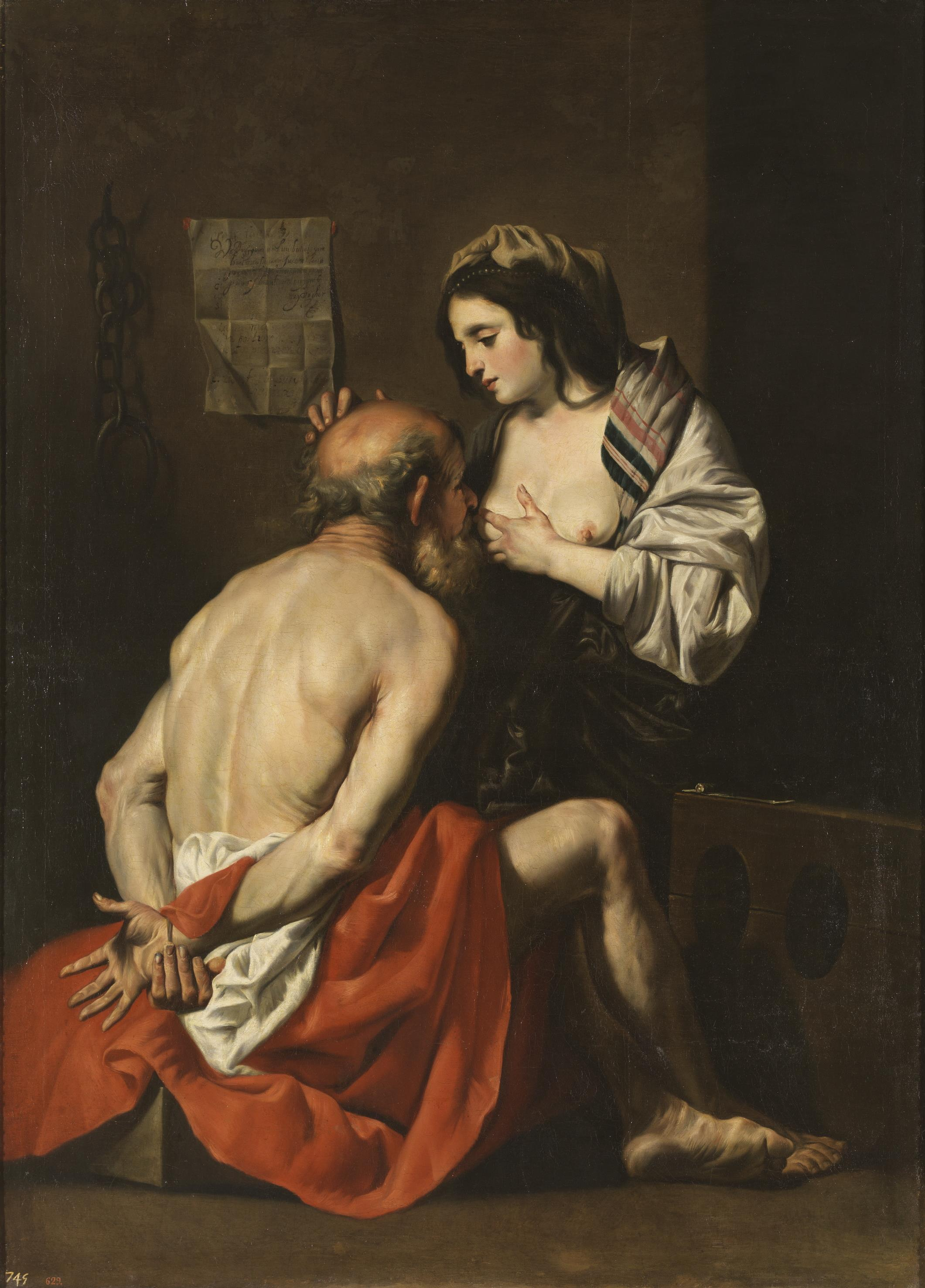
La caridad romana, óleo sobre lienzo, 198 x 144 cm, (Museo del Prado, Madrid).

En 1664 se estableció finalmente en Gante. A pesar de su avanzada edad, recibió todavía numerosos encargos para retablos. Ya anteriormente había alcanzado prestigio en Gante: antes de 1620 había trabajado regularmente para diversas instituciones religiosas y seculares de la ciudad. La fama de Gaspar de Crayer se refleja en el importante papel que se le dio en la ejecución de las decoraciones monumentales para la «feliz entrada» en Gante del cardenal-infante Fernando de Austria en 1635. Entre las numerosas pinturas realizadas en esta ciudad destacan el Martirio de San Blas y las que se encuentran en la Catedral de San Bavón: San Macario, patrón de los apestados (1632?) ubicada en la Capilla de San Macario; La Asunción de la Virgen, en la Capilla de Nuestra Señora de los Ángeles; El martirio de Santa Bárbara, en la Capilla de Santa Bárbara y La decapitación de San Juan Bautista (1657-1658), en la Capilla de Santa Coleta.
La dirección de un gran taller le permitió hacerse cargo de los numerosos encargos que recibió tanto de los Países Bajos Españoles como de España y de otros países. Entre quienes le encargan trabajos en el extranjero se cuenta Jacob van Campen, quien solicitó su ayuda en la decoración del Palacio Huis ten Bosch, en La Haya, Países Bajos. Crayer también recibió encargos de clientes españoles, el más importante de ellos el de la pintura de diecisiete santos, posiblemente destinados al Monasterio de San Francisco en Burgos. Otro patrón extranjero importante fue el gobernante católico alemán Maximiliano Willibald, duque de Wolfegg, para quien, entre 1658 y 1666, ejecutó varios retablos grandes para las iglesias del Palatinado.

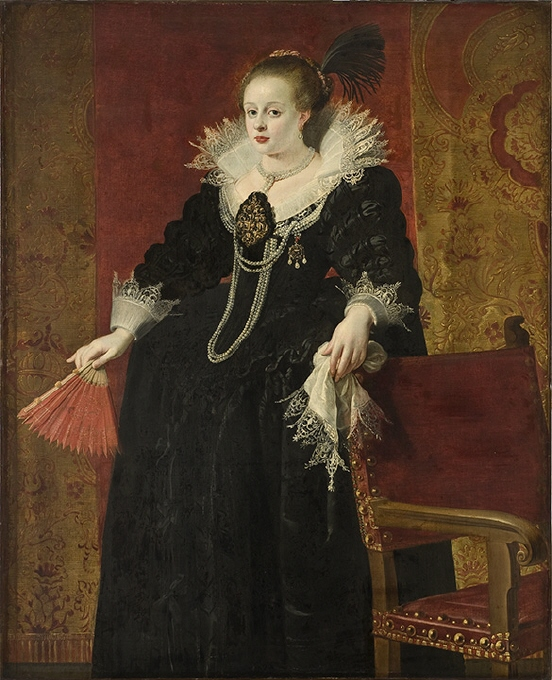
Retrato de Ana de Habsburgo-Gonzaga (Museo Nacional de Estocolmo).

En su taller formó entre 1610 y 1661 a un gran número de alumnos, entre ellos Jan van Cleve (III), Anselm van Hulle y François Monnaville.

## Obra
Gaspar de Crayer fue pintor de composiciones historiadas, en su mayoría de asunto religioso, y retratos.

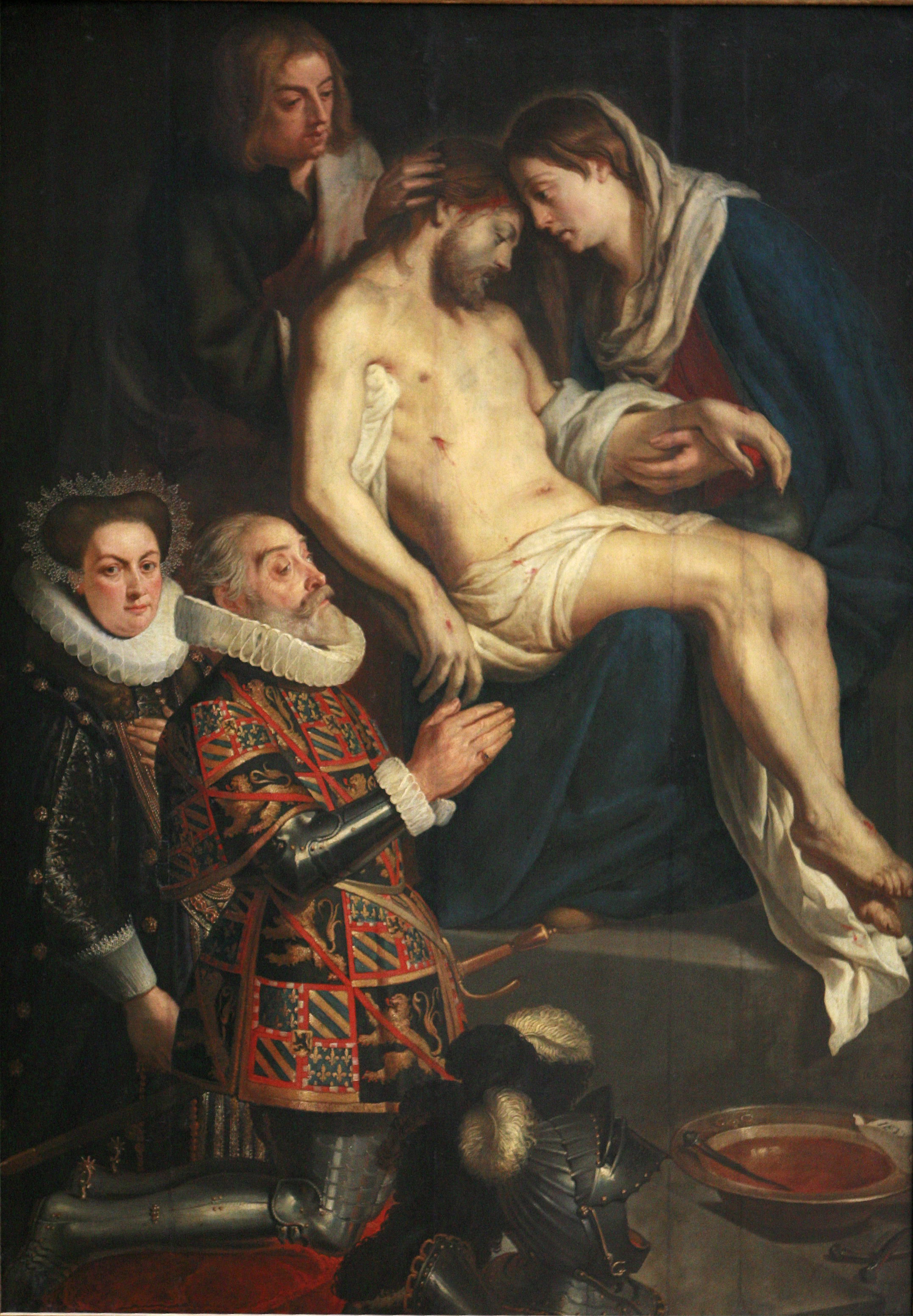
La Piedad con los retratos de Henry van Dondelberghe y su esposa (Museos Reales de Bellas Artes de Bélgica, Bruselas).

Las primeras pinturas de Gaspar de Crayer demuestran su dependencia de la estética tardomanierista aprendida en pintores flamencos como Martin de Vos o Hendrick de Clerck. A partir de 1619 sus composiciones se hicieron más equilibradas y armoniosas. Las figuras monumentales y su carga emocional harán que sus obras alcancen notable expresividad y tensión dramática. Un ejemplo de ello se encuentra en el Alejandro y Diógenes (Museo Wallraf-Richartz, Colonia, Alemania). Su obra de estos años muestra la influencia de la tendencia clasicista de Rubens de este mismo periodo. En algunas de sus pinturas incorpora préstamos de Rubens que pueden ser evidencia de una posible estancia en su taller. Deudas con Rubens son evidentes también en los retratos de Crayer de esta época.
A partir de 1631 su obra se vuelve más dinámica en su concepción. En este momento se manifiesta la influencia de Van Dyck, además de la de Rubens. Crayer adopta figuras alargadas y motivos y esquemas derivadas de la obra de Van Dyck. Un ejemplo es La elevación de la cruz (Museo de Bellas Artes de Rennes).

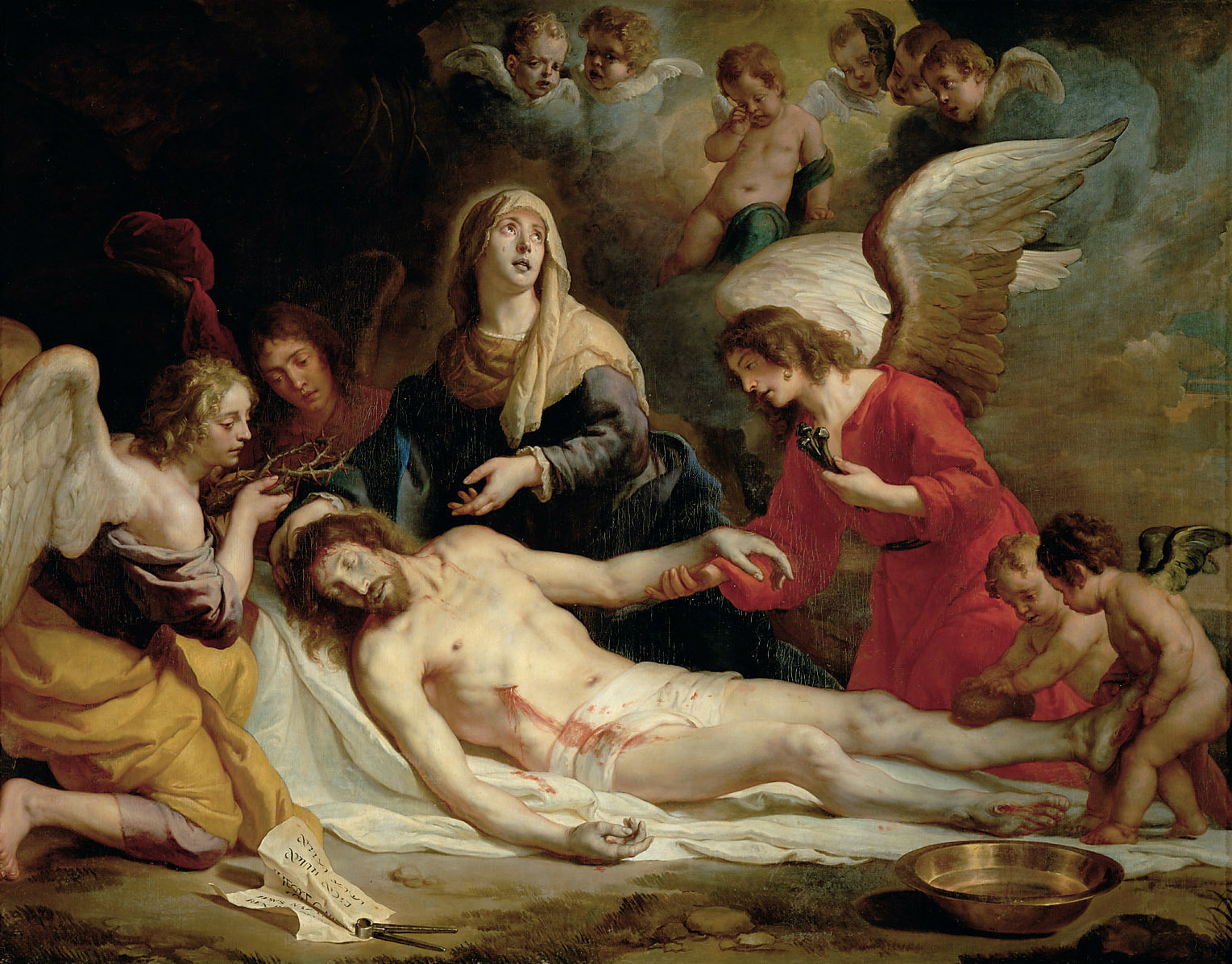
Lamentación sobre Cristo Muerto, óleo sobre lienzo, 208 x 266 cm, (Museo de Historia del Arte de Viena).

Esta influencia de Van Dyck será creciente en los años posteriores, especialmente en sus retratos. En sus composiciones religiosas Crayer evoluciona hacia la utilización de colores más claros. Una evolución semejante se muestra en la obra tardía de Rubens y de Van Dyck y se explica por cierta dependencia de los artistas venecianos del siglo XVI. En sus últimas pinturas refuerza el aspecto dramático y la emotividad del mensaje para incorporar grandiosas arquitecturas y numerosas figuras con gestos enfatizados.
Su habilidad como artista decorativo quedó plasmada en los paneles que pintó para el arco triunfal construido con motivo de la entrada de don Fernando de Austria en Bruselas tras su victoria en la batalla de Nördlingen, algunos de los cuales se encuentran en el Museo de Bellas Artes de Gante.

## Obras destacadas
- Nicolás Triest, conde de Auweghem (1620, Harvard Art Museum)
- Retrato ecuestre del marqués de Leganés (1627-28, Kunsthistorisches Museum, Viena)
- Felipe IV con armadura de parada (1628, Metropolitan Museum, New York)

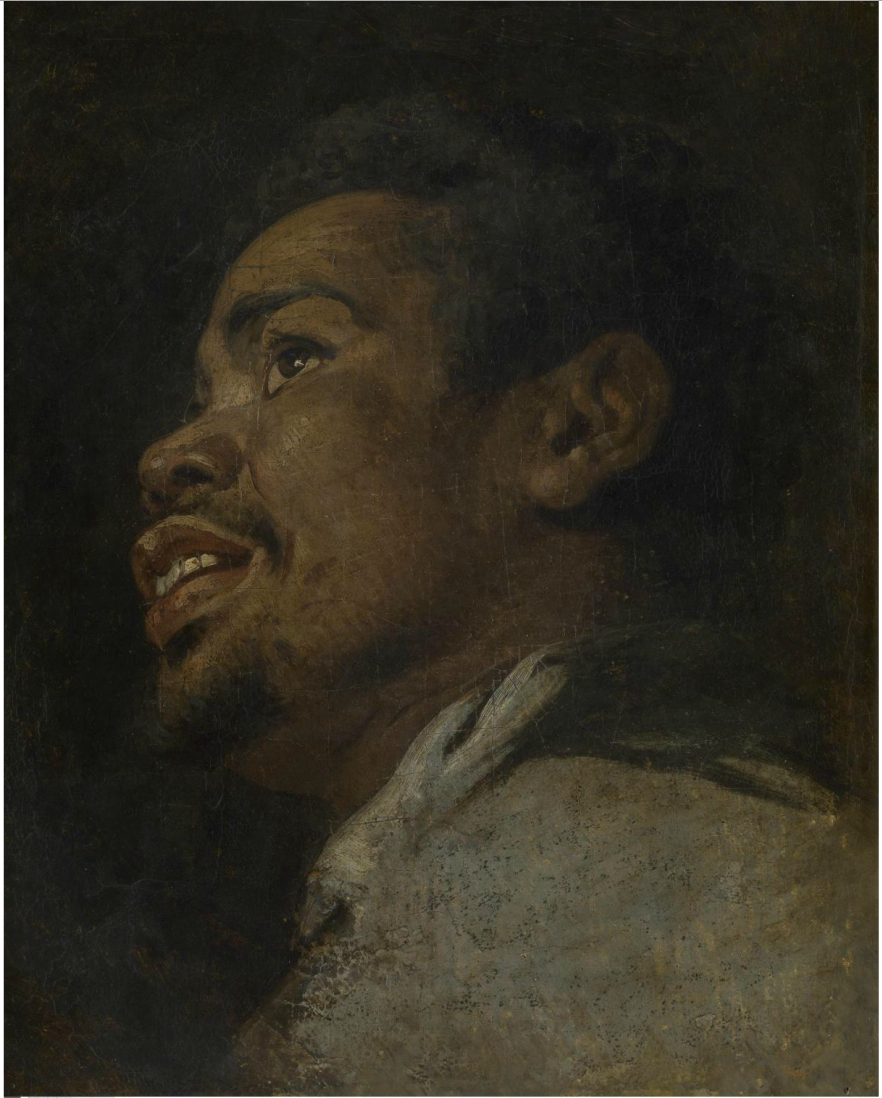
Estudio de la cabeza de un moro joven (Museo de Bellas Artes de Gante).

- La Virgen niña coronada por ángeles (Museos Reales de Bellas Artes de Bélgica, Bruselas)
- Anunciación (Kunsthistorisches Museum, Viena)
- Triunfo de Escipión Africano (1634, Courtauld Institute of Art, Londres)
- Virgen con Niño entronizada con San Agustín y las santas María Magdalena, Catalina, Dorotea y Cecilia (1638, Kunsthistorisches Museum, Viena)
- Sagrada Familia con san Juanito (Palazzo Pitti, Florencia)
- El infante don Fernando de Austria (Real Academia de Bellas Artes de San Fernando, Madrid)
- Santa Teresa recibe una capa y una cadena de oro de la Virgen (1639, Kunsthistorisches Museum, Viena)
- El cardenal-infante don Fernando de Austria (1639, Museo del Prado, Madrid)
- Felipe IV a caballo (Museo del Prado, Madrid)
- Caridad romana (Museo del Prado, Madrid)
- Lamento sobre Cristo muerto (1649-56, Kunsthistorisches Museum, Viena)
- Ecce Homo (1649-56, Kunsthistorisches Museum, Viena)
- Descendimiento (1669, Rijksmuseum, Ámsterdam)